# Seseli besserianum
Seseli besserianum, syn. Seseli peucedanifolium Besser ex Trevir. — вид квіткових рослин родини окружкових (Apiaceae).

## Біоморфологічна характеристика
Це багаторічна рослина 40–60 см заввишки. Листки сизувато-зелені, жорсткі, двічі перисторозсічені, з лінійно-ланцетними часточками; верхні листки сидячі. Парасольки густі, 1.5–2.5 см у діаметрі; промені скрізь запушені. Плоди довгасто-яйцеподібні, запушені.

## Поширення
Болгарія, Румунія, Україна.
В Україні вид зростає на кам'янистих схилах — Дністром та його притоками в Одеській обл. (Червоноокнянський р-н, р. Чорна).